# Lucius Ulpius Marcellus
Lucius Ulpius Marcellus (2. század) római jogász
Életéről keveset tudunk. Korabeli források szerint gyakran adott tanácsokat Antoninus Pius és Marcus Aurelius[forrás?] császároknak. Munkái eredeti formájukban elvesztek, az I. Justinianus-féle pandecták azonban számos, az ő munkáiból készült kivonatot őriztek meg.